# カイロ (砲艦)
|          |                                                             |
| 艦歴     |                                                             |
| 発注     | 1861年8月                                                   |
| 起工     | 1861年                                                      |
| 進水     | 1861年                                                      |
| 就役     | 1862年1月25日                                               |
| 退役     | 1862年12月12日                                              |
| その後   | 1862年12月12日に触雷、沈没 1964年に浮揚、博物館船として公開 |
| 除籍     |                                                             |
| 性能諸元 |                                                             |
| 排水量   | 512トン                                                     |
| 全長     | 175 ft (53 m)                                               |
| 全幅     | 51 ft 2 in (15.60 m)                                        |
| 吃水     | 6 ft (1.8 m)                                                |
| 機関     |                                                             |
| 最大速   | 4ノット (7.4 km/h)                                          |
| 乗員     | 士官、兵員251名                                             |
| 兵装     |                                                             |

カイロ (USS Cairo) は、アメリカ海軍の砲艦。シティ級砲艦の1番艦。南北戦争期にジェームズ・ブキャナン・イーズによって建造された。カイロは機雷によって初めて沈没した艦であり、1862年12月12日にヤズー川で沈没した。

## 艦歴

### 南北戦争
カイロは1861年にイリノイ州マウンドシティのジェームズ・イーズ社で、アメリカ合衆国陸軍省との契約下建造された。同年ジェームズ・M・プリチェット中尉の指揮下陸軍西部砲艦小艦隊の1隻として就役した。
カイロはアンドリュー・H・フット提督指揮する陸軍西部砲艦小艦隊に所属しミシシッピ川およびオハイオ川で活動、1862年10月1日に他の河川砲艦と共に海軍に移管された。
カイロは1862年2月17日のテネシー州クラークスビルの占領および2月25日のナッシュビル占領に参加し、4月12日にフォートピローに対する作戦に参加するため川を下った。5月11日にプラムポイントで南軍の砲艦と遭遇、戦闘を行う。この戦闘は一連の封鎖活動および砲撃の幕開けであった。南軍は結局6月4日に砦を放棄することとなった。
2日後の6月6日にカイロは僚艦7隻と合流、テネシー州メンフィスで8隻の南軍砲艦と戦闘に入る。南軍の砲艦は5隻が沈没または座礁し、2隻が大破、戦線を無事離脱できたのは1隻のみであった。
その夜、北軍はフォートピローを占領した。カイロはミシシッピ川の哨戒任務に戻り、11月21日にヤズー川遠征隊に加わった。
1862年12月12日、ヘインズブラフ攻撃準備のため機雷掃海中、カイロは川堤の後に隠れていた義勇兵によって起爆された機雷の爆発により、12分で沈没した。この攻撃による死傷者はいなかった。カイロは電気的に起爆された機雷によって沈められた最初の武装艦艇となった。
現在はミシシッピ州ヴィックスバーグ国立軍事公園の博物館の一部となっている。

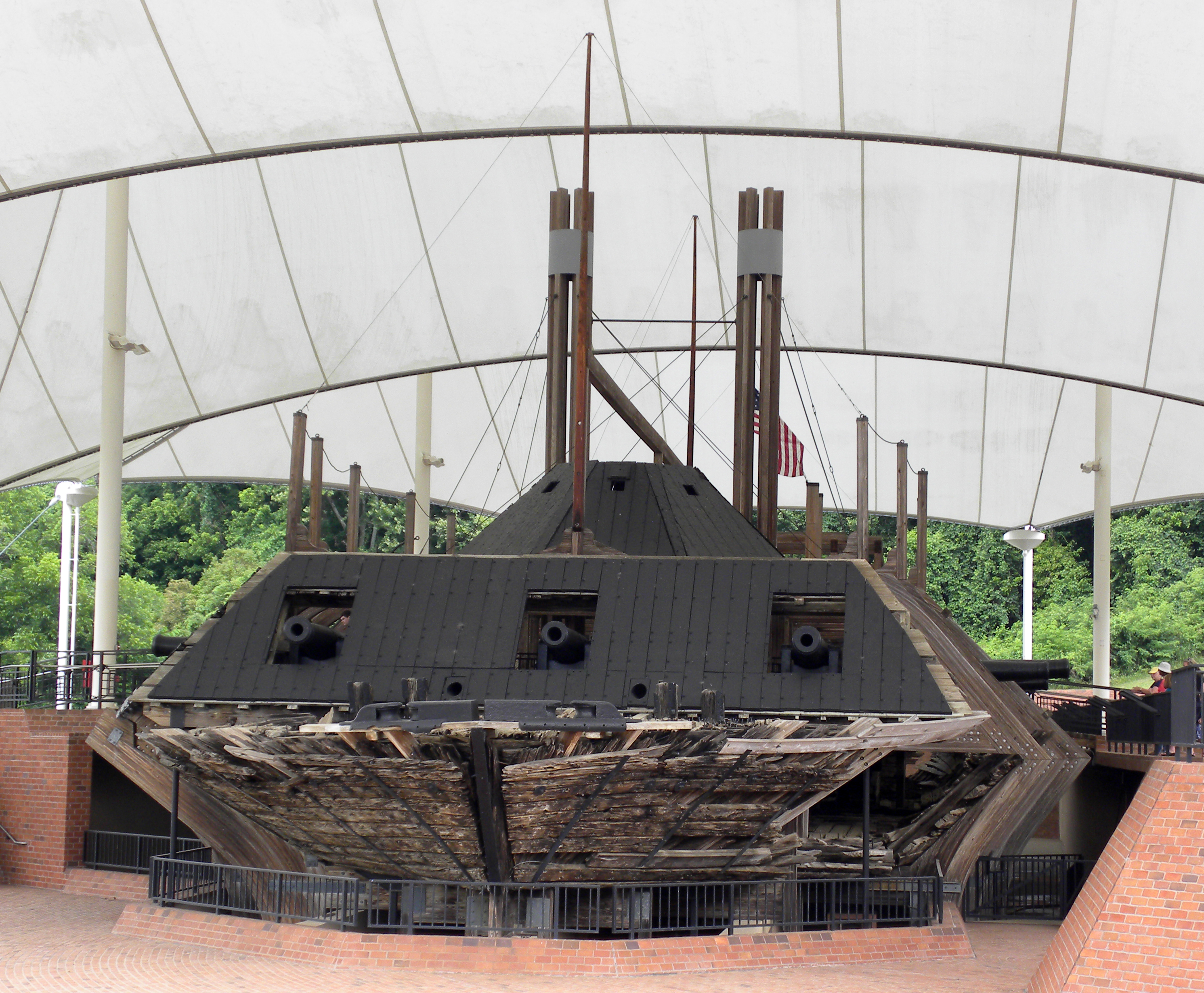
現在の姿

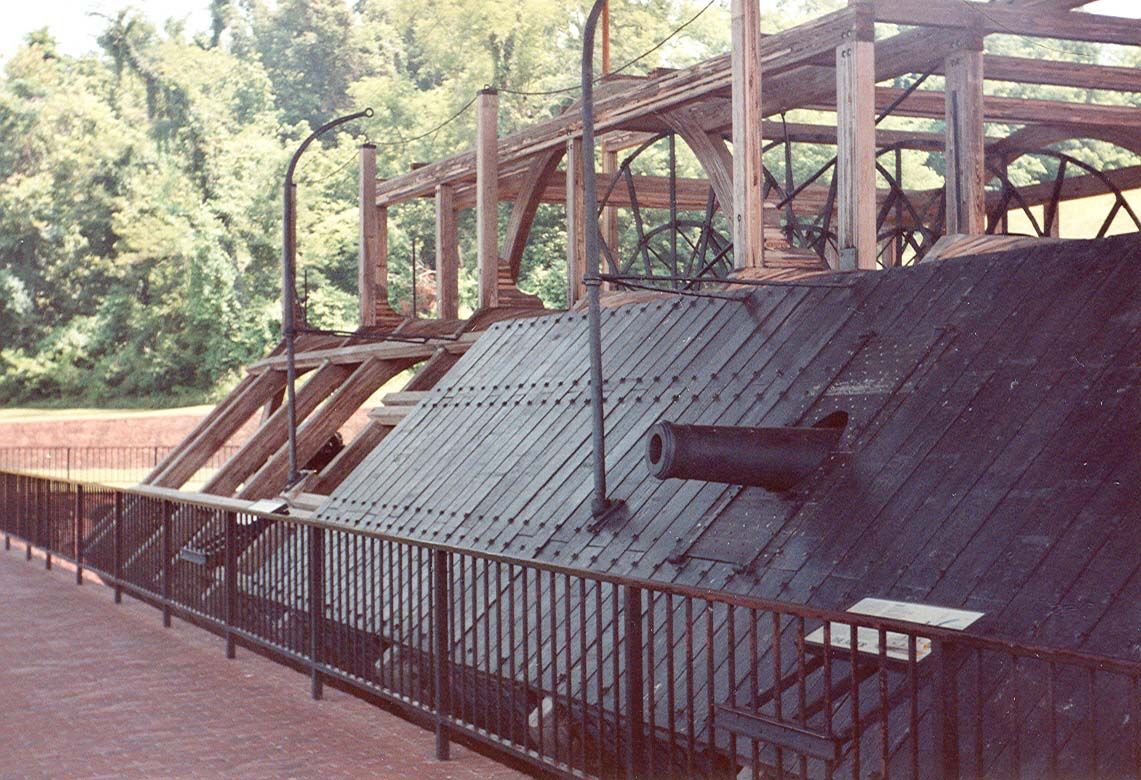
現在の姿

## 参照
1. ↑  Gunboats on the Mississippi

- この記事はアメリカ合衆国政府の著作物であるDictionary of American Naval Fighting Shipsに由来する文章を含んでいます。